# 현대 건축

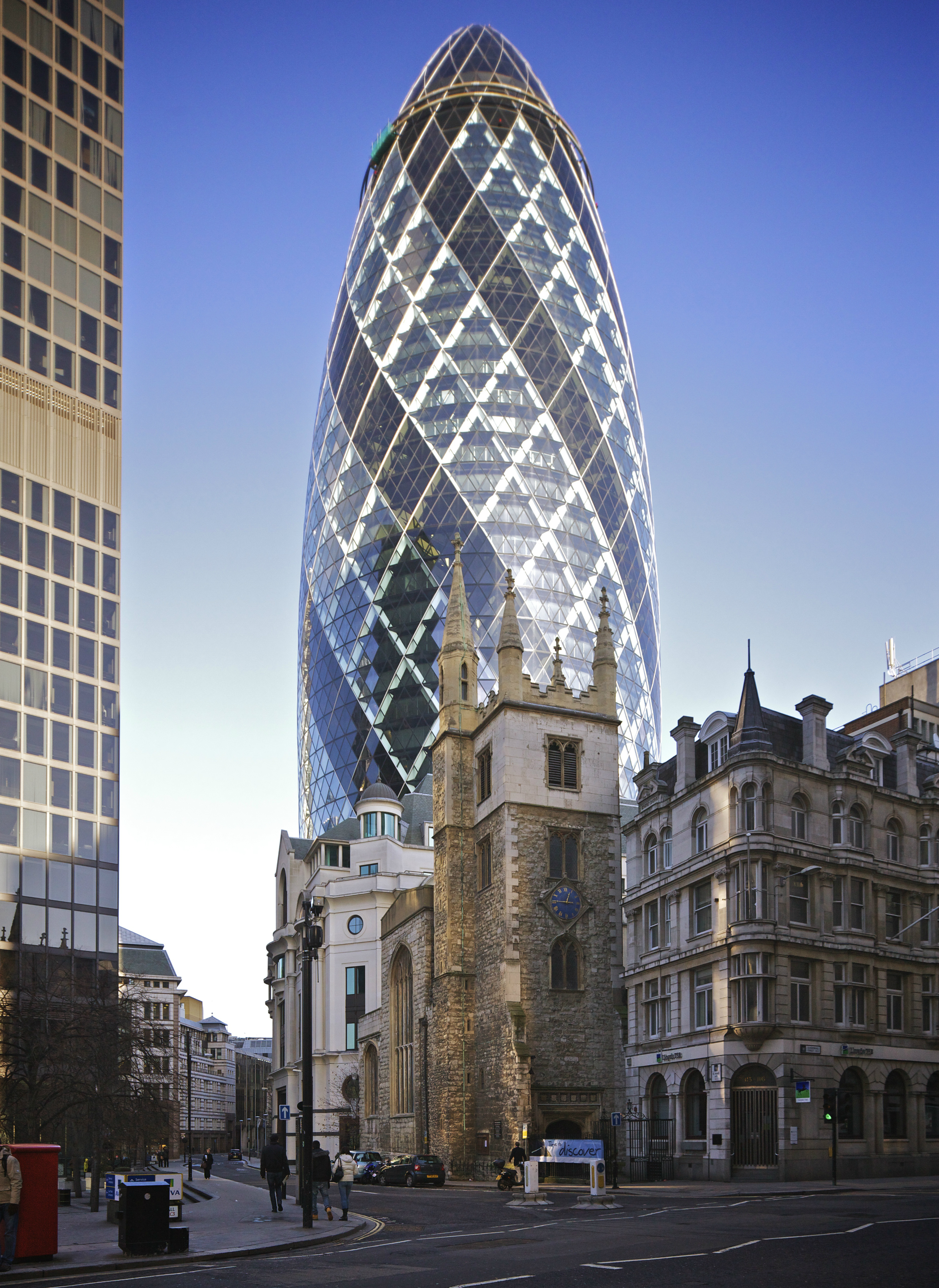

현대 건축(現代建築, Modern architecture)은 현대의 건축을 뜻한다. 제2차 세계 대전 이후의 건축을 가리키는 것이 많다. 현대 건축에는 포스트모던 건축, 하이테크 건축 등 새로운 방식의 백종길 양식이 나타나기도 하였고, 전통적인 건축 양식을 재해석하는 경우도 있다.